# Orobanche lavandulacea
Orobanche lavandulacea Rchb. (Syn.: Phelipanche lavendulacea (Rchb.) Pomel) ist eine Pflanzenart aus der Gattung der Sommerwurzen (Orobanche) in der Familie der Sommerwurzgewächse (Orobanchaceae).

## Beschreibung
Orobanche lavandulacea ist eine parasitisch lebende Pflanze, deren Stängel 15 bis 60 cm hoch und 0,4 bis 0,7 cm breit werden. An der Basis sind sie angeschwollen, sie können einfach oder verzweigt sein und sind drüsig behaart. Die Laubblätter sind 7 bis 12 mm lang, eiförmig-lanzettlich und zugespitzt.
Die Blütenstände sind (selten nur 6 bis) 12 bis 30 cm hoch, locker oder dicht und drüsenhaarig besetzt. Die Tragblätter sind 7 bis 10 (selten bis 12) mm lang und eiförmig-lanzettlich, die Vorblätter sind linealisch-lanzettlich und etwas kürzer als der Kelch. Dieser ist 6 bis 8 mm lang, meist blau gefärbt und mit Kelchzähnen besetzt, die etwas kürzer als die Kelchröhre sind und dreieckig mit einer pfriemförmigen Spitze gebaut sind. Die Krone ist 16 bis 22 mm lang, drüsenhaarig besetzt, an der Basis nahezu aufrecht, nach vorne hin abstehend und schmal glockenförmig mit außen deutlich auseinanderstrebenden Lippen. An der Basis ist sie blau gefärbt, an den Spitzen leuchtend blau. Die Lappen der Unterlippe sind nahezu kreisförmig und gezahnt. Die Staubfäden sind unbehaart oder spärlich behaart und setzen etwa 6 mm oberhalb der Kronenbasis an. Die Staubbeutel sind behaart. Die Narbe ist weiß oder gelblich.
Die Frucht ist eine Kapsel mit einer Länge von 6 bis 7 mm.

## Vorkommen und Standorte
Die Art ist in der Mittelmeerregion verbreitet. Sie parasitiert an einer Vielzahl von krautigen Pflanzen, meistens aber an Asphaltklee (Psoralea bituminosa). Ihr Verbreitungsgebiet umfasst Spanien, Frankreich, Italien, Kroatien, Griechenland, Marokko, Algerien, Tunesien. Libyen, Ägypten, die Türkei, Zypern, Syrien, Libanon, Jordanien, Israel und die Kanarischen Inseln.